# Harvey (Illinois)
Harvey je grad u američkoj saveznoj državi Ilinois. Prema popisu stanovništva iz 2010. u njemu je živjelo 25.282 stanovnika.